# Hounslow West (Metropolitano de Londres)
Hounslow West é uma estação do Metropolitano de Londres, localizada em Hounslow. Ela serve a linha Piccadilly.